# Кукліло карликовий
Куклі́ло карликовий (Coccycua pumila) — вид зозулеподібних птахів родини зозулевих (Cuculidae). Мешкає в Колумбії і Венесуелі.

## Поширення і екологія
Карликові кукліло живуть в сухих і вологих тропічних лісах, рідколіссях і чагарникових заростях. Зустрічаються на висоті до 1000 м над рівнем моря.